# 史後
史後（1468年—1526年），字巽仲，號知山，應天府溧陽縣人，民籍，治《易經》，明朝政治人物。

## 生平
原名史御，九歲喪母，入學時因名字是御史倒置，于是改名史後。成化二十二年（1486年）丙午科應天府鄉試第十名舉人。弘治九年（1496年）中式丙辰科會試第一百二十名，二甲第五名進士。觀政户部，出使江南。十年授南京刑科给事中，正德時，以上疏忤刘瑾，移疾归，寻以有疾考察致仕。世宗继位，言官论荐，嘉靖元年（1522年）五月升南京光禄寺少卿，仍致仕。三年二月出粟赈饥，赐从四品散官服色。嘉靖五年卒，年五十九。著有《知山稿》、《慕陶集》、《歸得園集》、《處困稿》。

## 家族
曾祖史大彬；祖父史鎬；父史祚，號慎斋，義官，贈南京刑科給事中。母郝氏，贈孺人；繼母王氏，封太孺人。